# Rustów
Rustów [pronunciación en polaco: /ˈrustuf/] es una aldea ubicada en el distrito administrativo de Gmina Krzyżanów, dentro del condado de Kutno, voivodato de Łódź, en el centro de Polonia. Se encuentra a unos 8 kilómetros al sureste de Kutno y a 45 kilómetros al norte de la capital regional Łódź.